# Otok na Dobri
Otok na Dobri – wieś w Chorwacji, w żupanii karlowackiej, w gminie Bosiljevo. W 2011 roku liczyła 60 mieszkańców.